# サンティアゴ・ボテロ

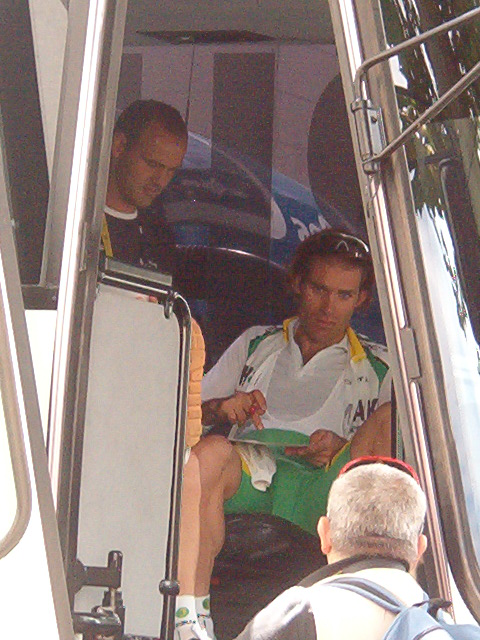
サンティアゴ・ボテロ

サンティアゴ・ボテロ・エチェベリ（Santiago Botero Echeverry、1972年10月27日- ）はコロンビア・メデリン出身の自転車競技選手。

## 経歴

### ケルメ時代
1996年から2002年まで、スペインの名門チーム、ケルメに在籍。1999年のパリ〜ニースで区間1勝。そして翌2000年のツール・ド・フランスでは大活躍を見せる。第14ステージにおいて、ツールでは定番の難所と言われるイゾアール峠をトップで通過。最後はパオロ・サヴォルデッリ、マルコ・パンターニらを抑えて区間優勝を果たした。そして、総合7位に食い込んだ他、山岳賞（マイヨ・グランペール）部門においても、当時同賞を5回獲得していたリシャール・ヴィランクを抑えて受賞。2001年、ツール・ド・フランスで総合8位。世界自転車選手権・個人タイムトライアルでは3位に入り、山岳レースのみならず、タイムトライアルにおいても非凡な走りを見せつけた。
そして2002年、ツール・ド・フランスでは第9ステージの個人タイムトライアルで、王者、ランス・アームストロングを11秒差退け勝利。また5つの峠を通過する第15ステージでは、エディ・メルクスの息子である、アクセル・メルクスと序盤から競り合った末、最後はメルクスらを退けて勝利。総合では自身最高位となる4位に食い込んだ。そして同年10月10日、ゾルダーで行われた世界選手権の個人タイムトライアルで優勝し、悲願のアルカンシエルを手中にする。

### Tモバイル、フォナック時代
2003年、T-モバイル（2003年はドイツテレコム）に移籍。2004年まで在籍したが、アシスト役に徹する機会が多く、これといった戦績を残すことはできなかった。だが、フォナックに移籍した2005年、ケルメ時代を彷彿とさせるかのような活躍を見せる。同チームのリーダー格的存在となったことが功を奏し、ツール・ド・ロマンディでは総合優勝（区間1勝）、ドーフィネ・リベレでは区間2勝を挙げ総合2位。そしてツール・ド・フランスでは堂々リーダーとして出場した。しかし第11ステージで2位に入った程度の成績に終わり、途中からフロイド・ランディスのアシスト役に回らざるを得なくなった。結局この年の総合順位は51位に終わった。
それでも2006年シーズンについては、この年のツール・ド・フランスを制することになるオスカル・ペレイロがケス・デパーニュへ移籍したことから、ランディスとともにダブルリーダーの称号を事実上チーム内から与えられた。同年のカタルーニャ一周で総合2位に入り、昨年の捲土重来に期するものがあった。だがその後、思わぬ形でその年のツールに出場できなくなったばかりか、ロードレースの第一線からも退かざるを得ない羽目に陥ることになる。

### ドーピング問題とその後
同年のドーフィネ・リベレ開幕を目前にして、自転車競技界を震撼させたオペラシオン・プエルトにボテロも関与しているという疑いが持たれ(渦中の医師が元ケルメのチームドクターだったため)、6月2日、フォナックはボテロに出場禁止処分を言い渡した。しかし同年10月2日、コロンビア自転車競技連盟は、ボテロの関与は認められなかったことを表明した(出場停止の最終判断はUCIではなく各国の自転車競技連盟が下すため、この判断により競技復帰)。ところで、フォナックチームはその後、同年のツール・ド・フランスにおいて総合1位となりながらも、後に失格処分が下ることになるランディスの影響を強く蒙り、同年に解散に追い込まれることになる。翌2007年、地元コロンビアのウネ・オルビテルに移籍。コロンビア国内選手権の個人タイムトライアルや、ブエルタ・ア・コロンビアで総合優勝を飾るなど、圧倒的な強さをみせつけた。また2008年、アメリカ合衆国に所在するロックレーシングに移籍した。
2009年、国内選手権・個人タイムトライアル優勝。